# Palestina Primera
Palestina Primera (Palestina Prima) fou una província romana creada al segle IV per la divisió de la província de Palestina. La formaven Judea i Samària, és a dir la part sud de l'antiga província fins al desert del Neguev.
Amb la reorganització administrativa de Dioclecià vers el 294 es van crear les províncies de Palestina (tota la zona de la costa fins al Jordà i alguns districtes a l'altre costat del Jordà, i de Fenícia al nord fins a la mar Morta) i la Palestina Salutaris (al sud, sud-est i sud-oest de la mar morta, amb la major part del Sinaí). La primera es va dividir el 358 en Palestina Prima i Palestina Secunda, i la segona va esdevenir més tard Palestina Tertia.
Palestina Primera va tenir per capital a Cesarea i abraçava Dora, Antipatris, Diospolis, Azotus ad Mare, Azotus Mediterranea, Eleutheropolis, Aelia Capitolina (Jerusalem), Neapolis, Livias, Sebaste, Anthedon, Diocletianopolis, Joppa, Gaza, Raphia, i Ascalon